# Ximena Zalzer
Ximena Zalzer Rea (Santa Cruz de la Sierra, Bolivia; 1 de julio de 1980) es una politóloga y conductora de televisión boliviana. Fue también la reina del Carnaval Cruceño durante el año 2001.

## Biografía
Ximena Zalzer nació el 1 de julio de 1983 en la ciudad de Santa Cruz de la Sierra. Sus padres son Daniel Zalzer y Carmen Alicia Rea. Ximena es la segunda de tres hijos del matrimonio.
Comenzó sus estudios primarios en 1989, saliendo bachiller el año 2000 en su ciudad natal.
En 2001, Zalzer pasó a ser figura pública cuando salió elegida como la reina del carnaval de Santa Cruz de la Sierra con apenas 18 años de edad.
Continuó con sus estudios superiores ingresando a la carrera de Ciencias Políticas de la Universidad de Florida, Estados Unidos.
A pesar de estudiar esa carrera, Zalzer prefirió continuar con la labor en la televisión.
Ximena incursionó en la televisión boliviana el año 2007, a sus 24 años, logrando hacer su debut en el programa femenino "Pura Vida" de la cadena televisiva Red Uno donde permaneció por cuatro temporadas seguidas. De Pura Vida pasó a los programas de farándula de "Cómplices" y "No somos ángeles" junto a Javier Encinas. Meses tarde, Zalzer pasaría a conducir el programa "Misión Moda" junto a Sixto Nolasco.
Volvió nuevamente al programa "Pura Vida". A finales de enero de 2014, Zalzer empezó a conducir el programa de reality show "Cuestión de Peso". El programa terminó a principios de 2015, siendo sucedido por "Backstage" del conductor Juan María Nougues.
En enero de 2011, a sus 28 años, Ximena Zalzer contrajo matrimonio con Andrés Nacif, frente a 600 invitados en el hotel "Los Tajibos". 
En septiembre de 2014, Zalzer anunció públicamente en su programa "Cuestión de Peso", que se encontraba embarazada de su primera hija cuyo nacimiento estaba fechada para marzo de 2015. Meses más tarde, Ximena se divorciaría de Andrés Nacif en noviembre de 2015.
Como conductora de televisión, Ximena también condujo los programas Bailando por un sueño junto al presentador Carlos Rocabado.
En agosto de 2018, a sus 35 años de edad, Ximena Zalzer volvió a nuevamente a contraer matrimonio, pero esta vez con el agrónomo de 26 años Óscar Parada (nacido en 1992). A raíz de esto, surgieron muchas críticas en las redes sociales de la población boliviana hacia Ximena Zalzer por casarse con una persona 9 años menor que ella (casi una década).